# Zastavárna
Zastavárna je provozovna, kde člověk obdrží peněžní hotovost proti zástavě movité i nemovité věci. Zástavní cena je stanovena po dohodě pracovníků zastavárny a majitele zastavené věci. Následně je dohodnut termín splacení půjčené finanční částky navýšené o stanovený úrok, který činí několik procent z půjčené částky. Po splacení je movitá či nemovitá věc vrácena majiteli. Věci, které si jejich majitelé v dohodnutém termínu nevyzvednou, se zastavárna snaží prodat, aby uspokojila svoji pohledávku.